# Dodô
José Rodolfo Pires Ribeiro (født 6. februar 1992 i Campinas) bedre kendt som Dodô, er en brasiliansk fodboldspiller, der spiller som venstre back for Santos i sit hjemland, udlejet fra italienske Sampdoria.

## Klubkarriere

### Corinthians
Dodô skiftede til Corinthians i 2007 som ungdomsspiller. Her spillede han på klubbens ungdomshold i 3 år, før han i 2010 permanent førsteholdsspiller.
Dodô spillede blot 6 ligakampe på 3 år for klubben indtil det blev til et skifte til Europa.

### Udlån til Bahia
I december 2010 blev Dodô udlånt til Bahia. Dodô spillede i alt 14 ligakampe for klubben og scorede også et enkelt mål.

### AS Roma
Den 2. juli 2012 skiftede Dodô til AS Roma i Italien på en 5-årig kontrakt hvor han kom til på fri transfer. 
Den 28. oktober 2012 fik Dodô sin debut for AS Roma i et 2-3 nederlag imod Udinese. Han var at finde i startopstillingen, men blev senere i kampen skiftet ud til fordel for Marquinho. Han spillede i alt 11 kampe i sæsonen.

## Privatliv
Dodô bliver ofte sammenlignet med Roberto Carlos og nogle kalder ham den "nye" Roberto Carlos. Dodô har også selv udtalt sig ret pænt i medierne om Carlos, da han sagde følgende: At komme på Robertos niveau er umuligt. For mig er han den bedste. Jeg er meget glad for at blive sammenlignet med ham, men jeg har stadig meget arbejde foran mig.

## Landshold
I 2008-2009 spillede Dodô syv U17 landsholdskampe for Brasilien og scorede et enkelt mål.
Derudover spillede Dodô fra 2009 til 2012 tre kampe for det brasilianske U20 landshold.